# Премія Ренодо

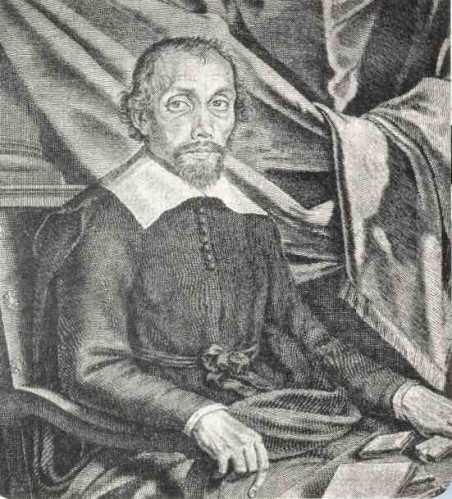
Теофраст Ренодо

Премія Ренодо́ (також «премія Теофраста Ренодо»; фр. Prix Théophraste-Renaudot) — французька літературна премія, заснована 1926 року. Премію названо на честь французького лікаря та видавця, засновника першої французької газети Теофраста Ренодо. Вважається другою за значенням літературною премією Франції після Гонкурівської.

## Історія
1926 року десять журналістів та літературних критиків заснували французьку літературну премію Ренодо (або премія Теофраста Ренодо. Вважається, що нагорода створена під час очікування результатів обговорення Гонкурівської премії. Від часу заснування премію Ренодо присуджують у той самий день, що й Гонкурівську — перший вівторок листопада.
Попри малу грошову частку, премія є другою за престижністю літературною нагородою у Франції. Суть премії у тому, що через рік після її присудження на честь лауреата влаштовують веселий обід.
До складу першого журі увійшли автори біографії Теофраста Ренодо, опублікованої у 1929 року в серії «Життя відомих людей»: Ремон де Ні, Марсель Еспіо, Жорж Ле Февр, Ноель Саборд, Жорж Мартен, Одетта Паннетьє, Анрі Гілак, Гастон Пікард, П'єр Демартр та Жорж Шарансоль.
З 2003 року на премію Ренодо номінують також за есе, а з 2009 року — за видання кишенькового формату.

## Лауреати
- 1926 — Арман Люнель, Nicolo-Peccavi ou l'affaire Dreyfus à Carpentras
- 1927 — Бернар Нарбонн, Maïtena
- 1928 — Андре Обей, Гравець в трикутник
- 1929 — Марсель Еме, La Table aux crevés
- 1930 — Жермен Бомон, Пастка
- 1931 — Філіпп Еріа, «Невинний»
- 1932 — Луї-Фердінанд Селін, «Подорож на край ночі»
- 1933 — Шарль Бребан, «Король спить»
- 1934 — Луї Франсіс, «Білий»
- 1935 — Франсуа де Ру, «Безславні дні»
- 1936 — Луї Арагон, «Багаті квартали»
- 1937 — Жан Рожісар, «Мерваль»
- 1938 — П'єр-Жан Лоне, Léonie la bienheureuse
- 1939 — Жан Малаке, Les Javanais
- 1940 — Жуль Руа, La Vallée heureuse
- 1941 — Поль Муссе, Quand le temps travaillait pour nous
- 1942 — Робер Гаяр, Les Liens de chaîne
- 1943 — Андре Субіран, J étais médecin avec les chars
- 1944 — Роже Пейрефітт, Les Amitiés particulières
- 1945 — Анрі Боско, Le Mas Théotime
- 1946 — Давід Руссе, l'univers concentrationnaire
- 1947 — Жан Кероль, Je vivrai l'amour des autres
- 1948 — П'єр Фіссон, Voyage aux horizons
- 1949 — Луї Гію, Le Jeu de patience
- 1950 — П'єр Молен, Les Orgues de l ' enfer
- 1951 — Робер Маргері, Dieu Le nu
- 1952 — Жак Пері, l'amour de rien
- 1953 — Селіа Бертен, La Dernière Innocence
- 1954 — Жан Реверзі, Le Passage
- 1955 — Жорж Гові, Le Moissonneur d'épines
- 1956 — Андре Перрен, Le Père
- 1957 — Мішель Бютор, «Зміна»
- 1958 — Едуар Гліссан, La Lézarde
- 1959 — Альбер Паль, l'expérience
- 1960 — Альфред Керн, Le Bonheur fragile
- 1961 — Роже Бордьє, Les Blés
- 1962 — Сімона Жакмар, Le Veilleur de nuit
- 1963 — Жан-Марі Гюстав Ле Клезіо, «Протокол»
- 1964 — Жан-П'єр Фей, «Шлюз»
- 1965 — Жорж Перек, «Речі»
- 1966 — Жозе Кабаніс, La Bataille de Toulouse
- 1967 — Сальва Ечар, Le Monde tel qu'il est
- 1968 — Ямбо Уологем, «Борг насильства»
- 1969 — Макс-Олів'є Лакан, Les Feux de la colère
- 1970 — Жан Фрестіє, Isabelle ou l arrière-saison
- 1971 — П'єр-Жан Ремі, Le Sac du palais d été
- 1972 — Крістофер Франк, La Nuit américaine
- 1973 — Сузанн Пру, La Terrasse des Bernardini
- 1974 — Жорж Боржо, Le Voyage à l'étranger
- 1975 — Жан Жубер, l'homme de sable
- 1976 — Мішель Анрі, l'amour les yeux fermés
- 1977 — Альфонс Будар, Les Combattants du petit bonheur
- 1978 — Конрад Детре, L Herbe à brûler
- 1979 — Жан-Марк Робер, «Чужі справи»
- 1980 — Даніель Салльнав, Les Portes de Gubbio
- 1981 — Мішель Дель Кастілльо, La Nuit du décret
- 1982 — Жорж-Олів'є Шаторено, La Faculté des songes
- 1983 — Жан-Марі Руар, Avant-Guerre
- 1984 — Анні Ерно, «Майдан» (фр. La place)
- 1985 — Рафаель Бійєду, Mes nuits sont plus belles que vos jours
- 1986 — Крістіан Гідічеллі, Station balnéaire
- 1987 — Рене-Жан Кло, l'enfant halluciné
- 1988 — Рене Депестр, Hadriana dans tous mes rêves
- 1989 — Філіпп Думанк, Les Comptoirs du Sud
- 1990 — Жан Коломб'є, Les Frères Romance
- 1991 — Ден Франк, La Séparation
- 1992 — Франсуа Веєрган, La Démence du boxeur
- 1993 — Нікола Бреаль, Les Corps célestes
- 1994 — Гійом Ле Туз, Comme ton père
- 1995 — Патрік Бессон, «Занепад родини Брабанів»
- 1996 — Борис Шрайбер, Un silence ' environ une demi-heure
- 1997 — Паскаль Брюкнер, Les Voleurs de beaute
- 1998 — Домінік Бона, Le Manuscrit de Port-Ébène
- 1999 — Даніель Пікулі, l'enfant léopard
- 2000 — Ахмаду Куруме, Allah n'est pas obligé
- 2001 — Мартина Ле Коз, Céleste
- 2002 — Жерар де Кортанз, Assam
- 2003 — Філіпп Клодель, Les Âmes grises
- 2004 — Ірен Немировська, «Французька сюїта»
- 2005 — Ніна Бурауї, Mes mauvaises pensées
- 2006 — Ален Мабанку, Mémoires de porc-épic
- 2007 — Даніель Пеннак, Chagrin ' ecole
- 2008 — Тьєрно Моненамбо, Le Roi de Kahel
- 2009 — Фредерік Бегбедер, Un roman français
- 2010 — Віржині Депант, Apocalypse bébé
- 2011 — Емманюель Каррер, «Лимонов»
- 2012 — Сколастик Муказонга, Нільська богоматір / Notre-Dame du Nil
- 2013 — Янн Муа, «Народження»/«Naissance»
- 2014 — Давід Фонкінос, «Шарлотта»
- 2015 — Дельфін де Віган, «За правдивою історією» / D'après une histoire vraie
- 2016 — Ясміна Реза, «Вавилон» / «Babylone»
- 2017 — Олів'є Гєс, Зникнення Жозефа Манжеля / La Disparition de Josef Mengele
- 2018 — Валері Манто, «Борозна» / «Le Sillon»
- 2019 — Сільвен Тессон, «Снігова пантера[fr]» / La Panthère des neiges
- 2020 — Марі-Елен Лафон, «Історія сина» / Histoire du fils
- 2021 — Амелі Нотомб, «Перша кров[fr]» / Premier Sang[1]
- 2022 — Сімон Лібераті, «Перформенс» / Performance (Grasset)[2]
- 2023 — Анн Скотт, «Нахаби» / Les Insolents[3]
- 2024 — Ґаель Фей, «Жакаранда» / Jacaranda[4]